# Berwick-upon-Tweed

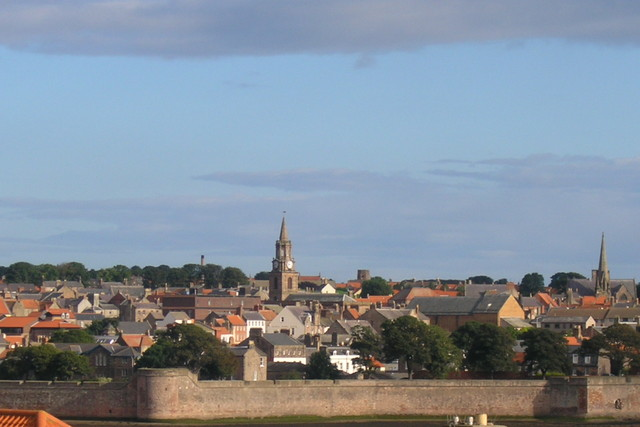
Widok na Berwick-upon-Tweed

Berwick-upon-Tweed – miasto i civil parish w północno-wschodniej Anglii, w hrabstwie Northumberland, położone nieopodal granicy ze Szkocją, nad ujściem rzeki Tweed do Morza Północnego. Port rybacki, przemysł stoczniowy. W 2011 roku civil parish liczyła 12 043 mieszkańców.
Ulokowane na północnym brzegu rzeki Tweed, która w średniowieczu wyznaczała w tym miejscu granicę angielsko-szkocką, miasto było ośrodkiem administracyjnym szkockiego hrabstwa Berwickshire. Miasto wielokrotnie przechodziło z rąk do rąk, ostatecznie do Anglii przyłączone zostało w 1482 roku.

## Miasta partnerskie
- Trzcianka
- Sarpsborg